# Aksiologija
Aksiologija (grč. ἄξιος aksios — vredan; grč. λόγος logos — nauka) jeste grana filozofije koja proučava teoriju vrednosti, ili vrednosti u najširem smislu i određenju tog pojma. Kao nauka o vrednostima, ili opšta teorija vrednosti ili filozofija vrednosti, ona proučava fenomen vrednosti svesti, ispituje šta je vrednost uopšte, traži osnovno i opšte u svim oblicima vrednosti svesti; moralu, umetnosti, pravu, politici itd. Takođe ispituje i uzajamne odnose svih vidova društvene svesti i vrši psihološku, logičku, sociološku i istorijsko-genetičku analizu nastanka i funkcije vrednosti u društvenom životu.

## Značaj
Značaj ove filozofska discipline, koja je nastala krajem 1. veka u okviru filozofije novokantovskog pravca, leži u velikom proširenju koje je dala značenju pojma vrednosti i u sintezi kojom je omogućila proučavanje različitih pitanja kao što su : ekonomska, pravna, moralna, estetska, itd. Pod aksološkom metodom u pravu podrazumevamo ukupnost vrednosnih principa i postupaka (sudova) vrednovanja kojima se pozitivno ili negativno ocenjuju pravni odnosi, pravne norme i samo pravno vrednovanje odnosno pravni poredak u celini.

## Istorijska razmatranja o aksiologiji
- Počev od Platona i Aristotela do F. Ničea celokupno mišljenje zapada može se smatrati kao bitno vrednosno mišljenje.
- Novokantovska badenska škola tvrdila je da rešenje aksioloških pitanja treba pre svega tražiti u zasnivanju  trećeg carstva vrednosti nezavisnih od materijalnog sveta i ljudske subjektivnosti. I istorija, po njima, može biti nauka samo ako je povezana sa pojmom vrednosti, jer se samo tako može stvoriti načelo odabira u mnoštvu istorijskih podataka. Celokupna filozofija, dosledna tome, zapravo je nauka o opštim vrednostima, nauka o normativnoj svesti.
- M. Šiler pokušao je da izgradi apriornu materijalnu etiku vrednosti, u kojoj je centralno mesto zauzimala nauka o ličnosti, emocijama i hijerarhiji vrednosti, a ona, po njegovu mišljenju, kao i kod Platona, može opstati nezavisno od njihove realizacije u dobrima.[6]

## Literatura
- -{Folke Werner: Vom Wert der Werte - die Tauglichkeit des Wertbegriffs als Orientierung gebende Kategorie menschlicher Lebensführung. Eine Studie aus evangelischer Perspektive. Münster: Lit. 2002.  978-3-8258-5594-9.
- Hermann T. Krobath: Werte. Ein Streifzug durch Philosophie und Wissenschaften. Mit einem Vorwort von Hans Albert. Würzburg: Königshausen und Neumann. 2009.  978-3-8260-4088-7.
- Вайпин, Сунь. Современное состояние и тенденции изучения аксиологии в Китае, Вестник Российского философского общества. (2007). — № 4  (44):  89–95.
- Armin G. Wildfeuer: Art. "Wert", in: Neues Handbuch philosophischer Grundbegriffe, Bd. 3, hg. v. Petra Kolmer und Armin G. Wildfeuer, Freiburg i. Br.: Verlag Karl Alber. 2011.  978-3-495-48222-3. str. 2484-2504.
- Friederike Wapler: Werte und das Recht. Individualistische und kollektivistische Deutungen des Wertbegriffs im Neukantianismus. Baden-Baden: Nomos, (= Studien zur Rechtsphilosophie und Rechtstheorie; 48.). 2008.  978-3-8329-3509-2.
- Barbara Merker (Hrsg.): Leben mit Gefühlen. Emotionen, Werte und ihre Kritik. Paderborn: Mentis 2009.}-